# Mitrania
Mitrania var en svensk tidskrift om fantasy, science fiction och skräck. Tidskriften gavs ut fyra gånger om året 
mellan starten 2002 och nedläggningen 2010.
Mitranias ambition var att höja anseendet på och intresset för fantastik samtidigt som tidskriften skulle vara underhållande och lättläst.

## Innehåll och form
Mitranias redaktör, Robert Andersson, och layoutare, Lilian Wiberg, startade tidskriften 2002 efter att tillsammans ha hållit en studiecirkel i skrivande. Från början var tanken att de skulle göra ett fansin om fantasy, men det visade sig vara svårt att hålla en klar gräns mot angränsande genrer så resultatet blev istället en tidskrift om fantastik.
Tyngdpunkten låg dock fortfarande på fantasy.
Varje nummer bestod av en intervju av en etablerad författare inom fantastik, recensioner och andra kortare artiklar samt noveller.
Tidskriften publicerade framför allt många oetablerade svenska novellförfattare,
men även redan etablerade författares verk.
Artiklarna handlade om myter och teman som fantastikförfattare bygger sina berättelser på, som rymdkolonisering, sagoväsen och nanoteknik, 
men bestod också av rapporter från besökta evenemang och skrivtips för de som själva vill skriva.
Formatet på tidskriften var ända sedan starten A5, medan sidantalet varierade över tiden från omkring 40 till 70 sidor. Omslaget förändrades också; från början var det, liksom inlagan, i svartvitt för att efter några nummer tryckas i färg. Numrens tjocklek styrdes av mängden material som skickats in och riktlinjen att portot för utskicket inte skulle behöva höjas.
Mitrania beskrevs bland annat som ett fanzine präglat av entusiasm men också av ojämnhet i kvaliteten. 
Bland annat har artiklarnas kvalitet, som upplevs som för ytliga, kritiserats. 
Trots allt rekommenderas tidskriften av recensenterna för de som vill hålla koll på vad som händer inom svensk fantastik.

### Novelltävling
Tidskriften arrangerade årligen en novelltävling för science fiction-, fantasy- och skräcknoveller. Under 00-talet var tävlingen den största återkommande svenska fantastiknovelltävlingen, både med avseende på antal bidrag och sett till prissummorna. Novelltävlingen var tidskriftens främsta källa för nya noveller.

## Nedläggning
Redaktionen meddelade i mars 2010 att tidskriften skulle läggas ned. I ett brev till prenumeranterna angav Robert Andersson brist på tid och redaktionellt material som orsak.